# Escadron de chasse 3/12 Cornouaille
L'escadron de chasse 3/12 Cornouaille est un ancien escadron de l'armée de l'air française. Il était installé sur la base aérienne 103 Cambrai-Epinoy et ses avions portaient un code entre 12-ZA et 12-ZZ.

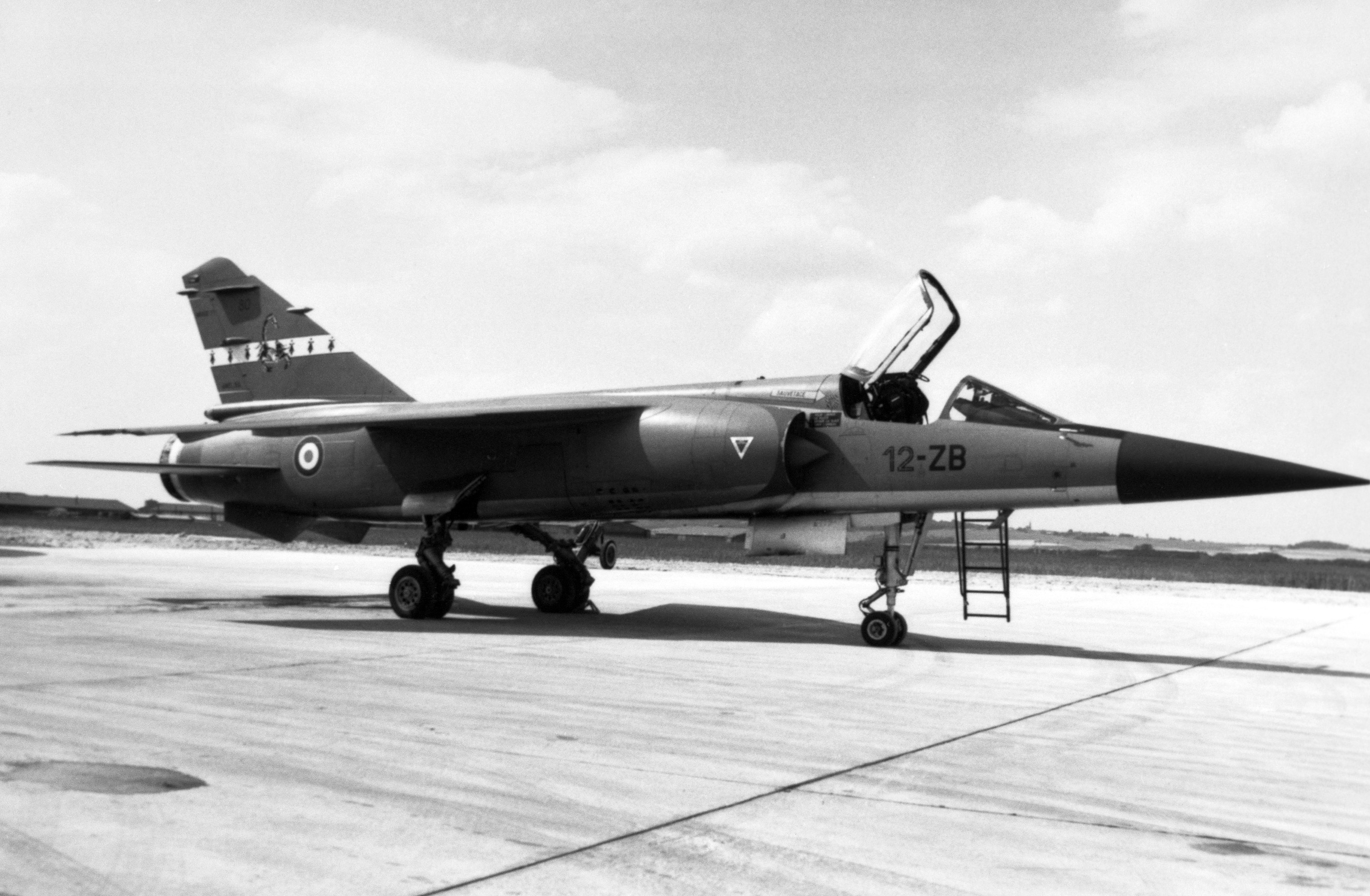
Un Mirage F1 de l'EC 3/12 Cornouaille

## Historique
L'escadron de chasse 3/12 Cornouaille a été créé en décembre 1954 sur la base aérienne 118 Mont-de-Marsan. Alors équipée de Dassault Mystère IV, l'unité s'installe dès le mois de mai 1955 sur la base aérienne 103 Cambrai-Epinoy. Elle passe sur Dassault Super Mystère B2 en juillet 1959 et change alors sa désignation pour devenir l'EC 2/12 Cornouaille.
Une fois équipée de Dassault Mirage F1, l'unité retrouve sa désignation EC 3/12 Cornouaille en juin 1979, pour permettre la constitution de l'EC 2/12 Picardie. L'escadron est dissous en juillet 1995.

## Escadrilles
- Dogue
- Scorpion

## Bases
- Base aérienne 118 Mont-de-Marsan (1954-1955)
- Base aérienne 103 Cambrai-Epinoy (1955-1995)

## Appareils
- Dassault Mystère IV (1954-1959)
- Dassault Super Mystère B2 (1959-1976)
- Dassault Mirage F1 (1976-1995)